# Bizovac
Bizovac est un village et une municipalité située en Slavonie, dans le Comitat d'Osijek-Baranja, en Croatie. Au recensement de 2001, la municipalité comptait 4 979 habitants, dont 97,47 % de Croates et le village seul comptait 2 274 habitants.

## Localités
La municipalité de Bizovac compte 8 localités :
| - Bizovac - Brođanci - Cerovac - Cret Bizovački - Habjanovci - Novaki Bizovački - Samatovci - Selci |